# Francesco Montemezzano
Francesco Montemezzano (Verona, 1555 – 1600) è stato un pittore italiano.

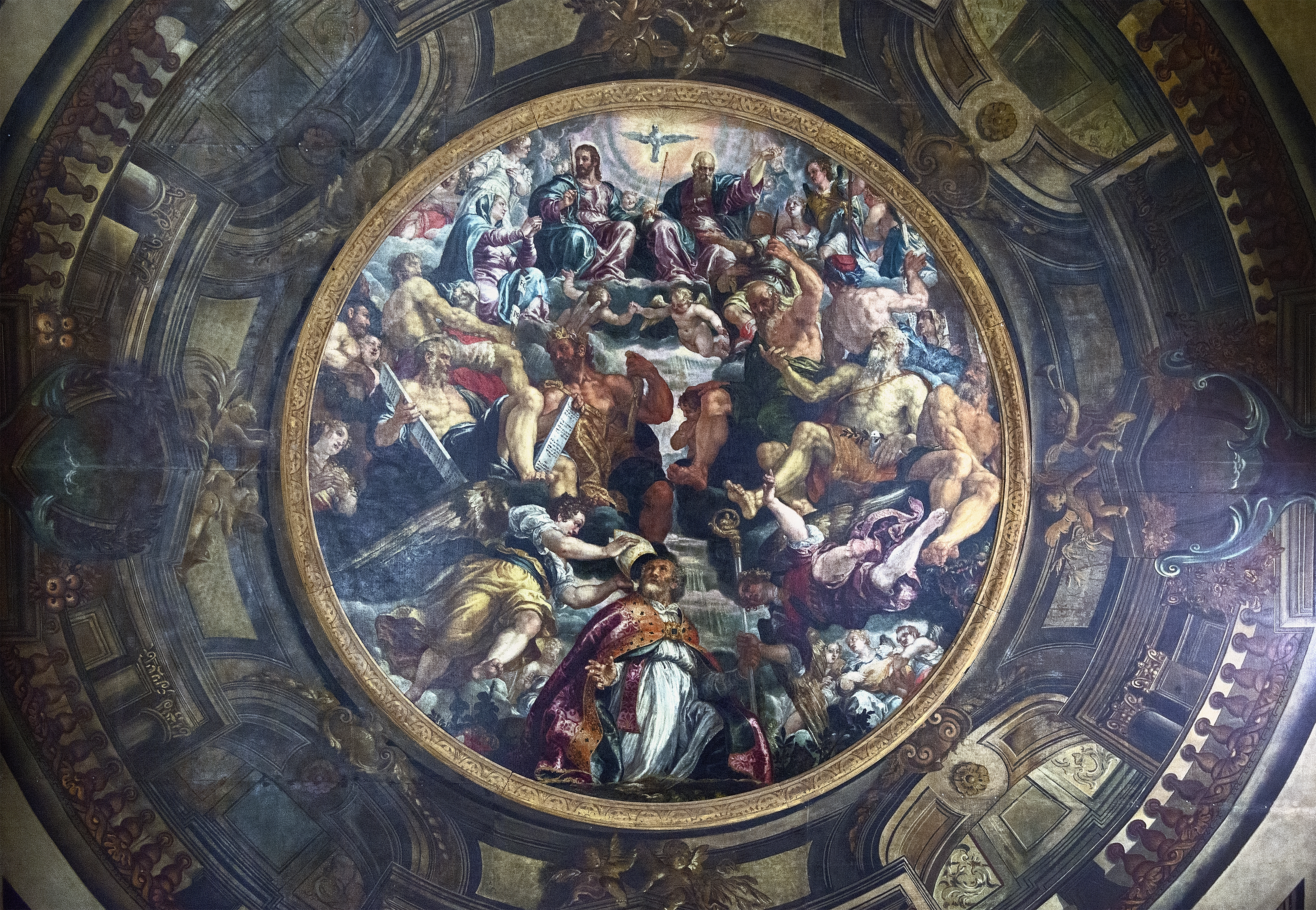
Soffitto della Chiesa di San Nicolò dei Mendicoli

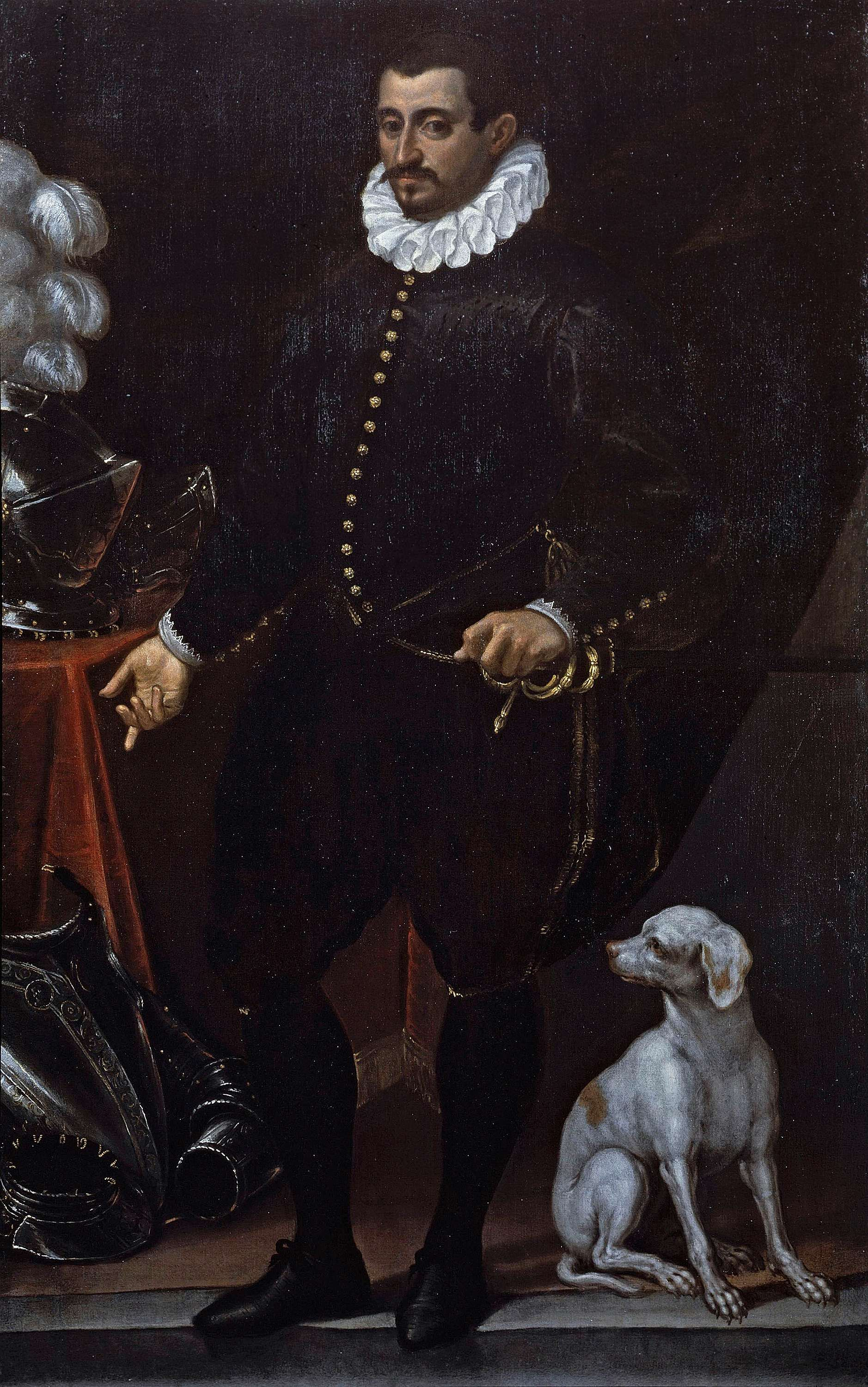
Presunto ritratto del duca di Mantova Guglielmo Gonzaga

Alunno nella bottega di Paolo Veronese, nel 1570 realizzò assieme a Benedetto Caliari la decorazione del Vescovado trevigiano e nel 1575 operò nella Chiesa di San Francesco della Vigna realizzando due tele. La maggior parte delle sue opere furono realizzate in Veneto: nel 1581 ultimò, ispirandosi allo stile del suo maestro, Il Battesimo di Cristo, collocato nel santuario della Madonna di Lendinara; risale invece al 1590 l'opera raffigurante il Martirio dei santi Fermo e Rustico, destinato all'omonima chiesa di Lonigo.
Morì avvelenato nel 1600.

## Nella cultura di massa
Un suo dipinto (una Pietà) è stato oggetto della puntata della Stagione 4 episodio 4 della serie TV "Art Investigation" trasmessa in Italia da Rai5 e reperibile online.